# Pobačaj
Pobačaj je prekid trudnoće uklanjanjem zametka ili ploda. Pobačaj koji se dogodi bez intervencije poznat je kao spontani pobačaj i pogađa 30 % do 40 % trudnoća. Kada je postupak prekida trudnoće namjeran, to se naziva inducirani pobačaj. Kada se kaže samo abortus ili pobačaj najčešće se misli na inducirani pobačaj.
Ako se pravilno izvede, pobačaj je jedan od najsigurnijih postupaka u medicini, ali nesigurni pobačaj glavni je uzrok majčine smrti, posebno u zemljama u razvoju. Siguran pobačaj je onaj koji je legalno, prema kriterijima medicinske struke, izvela kvalificirana osobe i u uvjetima koji zadovoljavaju medicinske standarde. Pobačaji su sigurniji od poroda u Sjedinjenim Državama gdje je smrtnost pri porodima do 14 puta veća.

## Vrste pobačaja

### Spontani pobačaj
Spontani pobačaj jest gubitak embrija ili fetusa zbog slučajne traume ili "prirodnih" uzroka prije 28. tjedna gestacije. Razlikujemo rani spontani pobačaj (prije 16. tjedna trudnoće) i kasni spontani pobačaj (od 17. do 28. tjedna trudnoće). Ako žena ima dva i više spontana pobačaja tada govorimo o habitualnim pobačajima. 
Uzroci spontanog pobačaja mogu biti anomalije zametka (npr. kromosomski poremećaji), anomalije spolnog sustava žene, hormonski poremećaji (poremećaj luteinske faze) i bolesti majke, i insuficijencija vrata maternice.
Trudnoća koja završi između 28. i 37. tjedna gestacije ako rezultira živorođenim djetetom poznata je kao prijevremeni porod. Kada fetus umre u maternici nakon 28. tjedan trudnoće ili umre tijekom porođaja naziva se mrtvorođenče (zahvaljujući dostignućima moderne medicine kojima se omogućuje opstanak sve ranije rođene djece, granica za mrtvorođenče pomaknuta je na gestacijsku dob od 22. i više tjedana ili plod teži više od 500 grama ili plod čija je dužina tjeme-peta veća od 25 cm). Prematurusi i mrtvorođenčad se ne svrstavaju pod spontane pobačaje iako se upotrebe tih termina ponekad preklapaju. 
Većina spontanih pobačaja događa se u ranoj trudnoći. Između 10 i 50% pobačaja završava klinički prepoznatim spontanim pobačajem. U većini slučajeva pobačaj se javlja tako rano u trudnoći, dok žena niti ne zna da je trudna. U jednoj studiji testirani su hormoni ovulacije i hormoni trudnoće. Otkriveno je da je 61,9% zametaka pobačeno prije 12. tjedna trudnoće, a 91,7% tih pobačaja bilo je subkliničko, bez znanja trudne žene.
Rizik spontanog pobačaja naglo se smanjuje nakon 10. tjedna od posljednje menstruacije. Rizik spontanog pobačaja veći je u onih žena kod kojih u povijesti bolesti postoji već nekoliko spontanih ili izazvanih pobačaja, onih sa sistemskim bolestima i starijih od 35 godina. Drugi uzroci mogu biti infekcije (bilo majke, bilo fetusa), imunološki odgovori ili ozbiljne sistemske bolesti. Spontani pobačaj može biti uzrokovan i slučajnom traumom. Namjerna trauma ili stres kojim se pokušava izazvati pobačaj smatra se namjernim pobačajem ili feticidom.
Simptomi spontanog pobačaja ovise o trajanju trudnoće, a karakteristični su bol zbog kontrakcija maternice, krvarenje, prsnuće vodenjaka i izlaženje ploda. Poseban oblik pobačaj je febrilini pobačaj koji se javlja zbog infekcije, a praćen je povišenom tjelesnom temperaturom, te se može komplicirati nastankom šoka. U liječenju spontanog pobačaja, u ranim fazama, mogu se koristiti hormoni, tokolitici (lijekovi koji smanjuju trudove) i antibiotici (kod febrilnih pobačaja) kako bi se održala trudnoća. Od općih mjera prilikom sumnje na spontani pobačaj, preporučuje se mirovanje žene i ležanje na lijevom boku. Određeni kirurški zahvati (serklaža insuficijentnog cerviksa) mogu spriječiti nastanak spontanog pobačaja.
Pobačaj može biti potpun, kada zajedno s plodom izađe i posteljica, i nepotpun kada posteljica zaostane u materištu. Kod potpunog pobačaja preporučeno je izvršiti eksploraciju materišta i uklanjanje eventualnih zaostalih dijelova maternice (obično posteljica ne izađe u cijelosti), a kod nepotpunog pobačaja evakuira se čitava posteljica. 
Nakon pobačaja potrebno je izvesti ekspolraciju materišta.

### Izazvani pobačaj
Trudnoća se može namjerno prekinuti na mnoge načine. Izabrani način prekida trudnoće ovisi poglavito o gestacijskoj dobi embrija ili fetusa, ali i o legalnosti, regionalnoj dostupnosti i sklonosti liječnika i pacijenta prema određenoj proceduri. Prema Zakonu o zdravstvenim mjerama za ostvarivanje prava na slobodno odlučivanje o rađanju djece SR Hrvatske iz 1978. godine, a koji je na snazi u Republici Hrvatskoj, prekid trudnoće do 10. tjedna od začeća (12. tjedan gestacije) može se izvršiti na zahtjev trudne žene. O zahtjevu za prekid trudnoće nakon 10. tjedna od začeća, na želju same trudnice ili na prijedlog liječnika, ali uvijek uz pristanak trudnice, odlučuju odgovarajuće komisije pri bolničkim ustanovama, odnosno ginekološko-porodničkim odjelima, na temelju medicinskih, eugeničkih i pravno-etičkih indikacija. Razlozi za izvođenje pobačaja tipično su karakterizirani kao terapijski ili elektivni. Na terapijski se pobačaj prvenstveno misli kada ga se izvodi da bi se:
- Sačuvao život trudnice;[5]
- Sačuvalo ženino mentalno i fizičko zdravlje;
- Prekinulo trudnoću kojom bi se rodilo dijete s kongenitalnim poremećajima koji bi bili fatalni ili povezani sa značajnim morbiditetom;
- Selektivno reducirao broj fetusa da bi se smanjio visoki rizik povezan s multiplom trudnoćom.

## Metode izvođenja pobačaja

### Kirurški pobačaj
Gestacijska dob može odrediti koje metode izvođenja pobačaja izabrati.
U prvih 12 tjedana sukcijska aspiracija ili vacuum su najčešće primjenjivane metode. Manualna vakuumska aspiracija (MVA) metoda je pobačaja koja se sastoji od odstranjenja fetusa ili embrija uz pomoć sukcije koristeći ručnu štrcaljku, dok električna vakuumaspiracija (EVA) koristi električnu pumpu. Tehnike su slične i razlikuju se u mehanizmu koji se koristi za primjenu sukcije, koliko se rano u trudnoći koriste i je li potrebna cervikalna dilatacija. MVA, još poznata kao mini sukcija ili menstrualna ekstrakcija može se koristiti u vrlo ranoj trudnoći i ne zahtjeva dilataciju cerviksa. Od 15. do 26. tjedna koristi se dilatacija i evakuacija koje se sastoje od širenja vrata maternice i pražnjenja maternice koristeći kirurške instrumente i sukciju.
Dilatacija i kiretaža je druga najčešće korištena metoda pobačaja. To je standardna ginekološka procedura korištena zbog raznih razloga, uključujući pregled linije maternice zbog mogućih maligniteta, istrage nenormalnih krvarenja i pobačaja. Kiretaža se odnosi na čišćenje zidova maternice kiretom. Svjetska zdravstvena organizacija preporučuje ovaj postupak, koji se naziva još i oštra kiretaža, jedino kada je MVA nedostupna. Ova metoda se koristi u prvom tromjesečju trudnoće.
Za izazivanje pobačaja u drugom tromjesečju moraju se koristiti druge metode. Preuranjeni porođaj može se izazvati prostaglandinima; oni se mogu kombinirati s iniciranjem hipertoničnih otopina u amnionsku tekućinu. Nakon 16. tjedna gestacije pobačaj se može izazvati i intaktnom dilatacijom i ekstrakcijom (IDX), koja se još naziva i intrauterina kranijalna dekompresija. Ona zahtjeva kiruršku dekompresiju glave fetusa prije evakuacije. IDX se ponekad zove i pobačaj djelomičnim porodom, što je zabranjeno u SAD-u. Pobačaj histerotomijom je sličan cerskom rezu i izvodi se u općoj anesteziji jer se smatra velikom abdominalnom operacijom. Zahtjeva manji rez nego kod carskog reza i koristi se kod kasnijih stadija trudnoće. Od 20. do 23. tjedna trudnoće kao prva faza kirurškog pobačaja može se koristiti injekcija za zaustavljanje fetalnog srca, da se osigura da se fetus ne rodi živ.

### Medikamentozni pobačaj
Nekirurški pobačaj, poznatiji kao medikamentozni pobačaj, učinkovit je u prvom tromjesječju trudnoće. U medicinsku upotrebu ušao je 1988.godine u Francuskoj, gdje je i sintetiziran RU 468 - mifepristone. Od 1992. koristi se u UK i Švedskoj, u SAD od 2000-te godine, a do danas u četrdesetak zemalja svijeta. Od 2005. godine mifepriston i misoprostol nalaze se listi esencijalnih lijekova SZO. Čini 10% svih pobačaja u SAD-u i Europi. Kombinirani režim uključuje metotrexat ili mifepriston (RU-486) nakon čega slijedi prostaglandin. Kada se koristi unutar 49 dana gestacije, približno 92% žena, koje učine medicinski pobačaj ovim kombiniranim režimom, pobace bez kirurške intervencije. U slučajevima kada ne uspije medicinski pobačaj započet korištenjem kemijskih supstanci, koristi se vakuumska ili manualna aspiracija za kirurški završetak pobačaja. Indometacin može nepovoljno utjecati na učinak mifepristona.
Hitna kontracepcija koja se ponekad naziva i pilula "za dan poslije" uzima se u svrhu sprječavanja nastanka neželjene trudnoće, a ne izaziva pobačaj. Radi se o metodi kontracepcije koja se uzima što je prije moguće nakon nezaštićenog ili djelomično zaštićenog spolnog odnosa, kao i u slučajevima zatajenja ili nepravilnog korištenja kontracepcije. Ako se pilula uzme u roku od 72 sata nakon spolnog odnosa, spriječit će se usadnja (inplantacija) oplođene jajne stanice u maternicu, ako je došlo do zaćeća. Uspješnost abortivne pilule varira ovisno o proteklom vremenu nakon spolnog odnosa. Nuspojave su mučnine i poremetnja menstruacijskog ciklusa.

### Druge metode
U povijesti se koristio velik broj biljaka za koje se smatra da imaju abortificirajuća svojstva (vratić, gorska metvica). Korištenje biljaka u takve svrhe može uzrokovati ozbiljne, čak i smrtonosne nuspojave, poput multiplog zatajivanja organa i liječnici ih ne preporučuju. Pobačaj se ponekad pokušava izazvati traumom na abdomenu. Stupanj primjene snage, ako je jak, može izazvati ozbiljne unutarnje ozljede bez nužnog uspjeha u izazivanju pobačaja. I slučajni i namjerni pobačaji ove vrste mogu se smatrati kriminalnom odgovornošću u mnogim zemljama. U Burmi, Indoneziji, Maleziji, Filipinima i Tajlandu postoji pradavna tradicija pokušaja pobačaja putem jake masaže trbuha. Prijavljene su mnoge metode samoinduciranog pobačaja, poput krivo korištenog misoprostola i umetanja nekirurških pribora poput pletećih igala, vješalica za odjeću u maternicu. Ove metode se rijetko vide u razvijenim zemljama gdje je kirurški pobačaj legalan i dostupan.

## Zdravstvena razmatranja
Rani kirurški pobačaj je jednostavna procedura koja je sigurnija od porođaja kada se učini prije 16. tjedna trudnoće. Metode pobačaja poput minimalno invazivnih procedura nose mali potencijal za ozbiljnije komplikacije. Rizik za komplikacije se može povećati ovisno o trajanju trudnoće. 
Žene tipično osjećaju minimalnu bol tijekom pobačaja u prvom trimestru. Godine 1979. provedeno je istraživanje na 2299 pacijentica od kojih je 97% potvrdila da je doživjela neku vrstu boli. Pacijentice su rangirale tu bol kao slabiju od uhobolje i zubobolje, ali jače od glavobolje i bolova u leđima. Tijekom kirurških procedura koriste se lokalni i opći anestetici.

#### Mentalno zdravlje
Znanstveni dokazi upućuju na zaključak da abortus nema negativni učinak na mentalno/psihičko zdravlje žena 
U reviziji 1990. Američka Psihološka Udruga (APA) zaključila je da su ozbiljne psihološke reakcije nakon pobačaja rijetke i da su u razini onih koje nastaju zbog stresa normalnog života. APA je revidirala i nadopunila svoje podatke u 8. mjesecu 2008. godine i ponovo je zaključila da pobačaj ne vodi povećanju problema mentalnog zdravlja. Od kolovoza 2008. godine Royall Collage of Psychiatrists u Ujedinjenom Kraljevstvu isto radi sistematičnu reviziju medicinske literature da bi modernizirao njihov stav o tom problemu.
Studija iz Novog Zelanda, objavljena 2007. god. u časopisu "Journal of Pediatrics and Neonatology", koja je istraživala žene do 25. godina života, ustanovila je da mlade žene koje su imale pobačaj imaju znatno veću vjerojatnost za iskustvo kasnije depresije, samoubojstva ili zlouporabe droga i lijekova, čak i kad su uzeli u obzir prijašnje psihičke probleme. Autori zaključuju da iako su dodatna istraživanja uvijek potrebna, više nema nikakve sumnje da pobačaj značajno utječe na zdravlje žena i njihovih obitelji. Prema studiji iz časopisa "BMC Psychiatry", na temelju istraživanja koja su uključivala 155 žena iz Južne Afrike koje su počinile dobrovoljni pobačaj, petina žena imala je simptome koji zadovoljavaju kriterije za PTSP nakon tri mjeseca od pobačaja; te je broj žena s tegobama koje se vezuju uz PTSP porastao za 61% u usporedbi s podacima prije pobačaja. U časopisu "Medical Tribune", Stojanović je objavio istraživanje, u kojem je na temelju testiranja (Woodworth-Mathews-Test i Cornel Test), došao do zaključaka da prekid trudnoće, znači i za udane i neudane žene duševnu traumu, koja može dovesti do depresija i očitovanja latentnih psihoza. Priscila J. Coleman 2011. objavljuje pregled u British Journal of Psychiatry većeg broja do tada provedenih istraživanja, iz kojih se dade izračunati da kod žena koje su bile podvrgnute induciranom pobačaju postoji 81% povećan rizik od mentalnih bolesti, u čemu je 10% u očitijoj vezi sa samim pobačajem.
Već postojeći faktori u ženinom životu, poput emocionalne povezanosti s trudnoćom, manjak socijalne podrške, postojeće psihijatrijske bolesti i konzervativni pogledi na pobačaj povećavaju mogućnost negativnih osjećaja prema pobačaju.
Protivnici pobačaja govore o posebnom stanju nazvanom post-pobačajni sindrom (Post abortion stress syndrome - PASS). Posljednjih godina, određen broj liječnika priznaje duševne povrede kao posljedice pobačaja i otvaraju se centri za pomoć ženama nakon pobačaja u Njemačkoj, SAD-u i dr. Pobornici prava na pobačaj protive se priznavanju takvog stanja kao medicinskog oboljenja. Svjetska zdravstvena organizacija ne priznaje taj koncept i nije uvrstila PASS kao zasebnu dijagnozu uz već priznati PTSD. Prema studiji Vilte Daugirdaite i dr. objavljenoj 2015. god., kod medicinski izazvanog pobačaja bilježe se posttraumatske tegobe u 64,5% slučajeva, koji broj unutar 12 mjeseci od pobačaja opada na 41%, a 33% pacijentica ima postraumatske tegobe i nakon 4 godine.

### Incidencija izazvanog pobačaja
Incidencija i razlozi za izazvani pobačaj variraju ovisno o regiji. Procijenjeno je da se približno 46 milijuna pobačaja obavi svake godine diljem svijeta. Od se toga 26 milijuna obavi u zemljama gdje je pobačaj legalan, a ostalih 20 milijuna se obavi u zemljama u kojima je postupak nelegalan. Neke zemlje poput Belgije (11,2:100 poznatih trudnoća) i Nizozemska (10,6:100) imaju nisku stopu izazvanih pobačaja, dok ostali poput Rusije (62,6:100) i Vijetnama (43,7:100) imaju visoku stopu. Svjetski omjer jest 26 induciranih pobačaja naprema 100 poznatih trudnoća.

### Prema gestacijskoj dobi i metodi
Stopa pobačaja varira ovisno o stadiju trudnoće i izabranoj metodi pobačaja. U 2003. godini iz podataka sakupljenih iz područja SAD-a koja prate gestacijsku dob, pronađeno je da je 88,2% pobačaja obavljeno do 12. tjedna, 10,4% od 13. do 20. tjedna i 1,4% nakon 21 tjedna. 90,9% ih je obavljeno kiretažom (sukcijskom kiretažom, dilatacijom i kiretažom, dilatacijom i evakuacijom), 7,7% lijekovima (mifepriston), 0,4% intrauterinim usađivanjem (salina i prostaglandin) i 1% ostalim metodama (uključujući histerotomiju i histerektomiju). Guttmacher Institute je procijenio da je 2000. godine u SAD-u bilo 2200 intaktnih dilatacija i ekstrakcija. To se odnosi na 0,17% svih obavljenih pobačaja te godine. Slično, u Engleskoj i Walesu u 2006. godini 89% pobačaja obavljeno je do 12. tjedna, 9% od 13. do 19. tjedna, a 1,5% nakon 20. tjedna. 64% od tih je obavljeno vakuum aspiracijom, 6% dilatacijom i ekstrakcijom i 30% lijekovima.

#### Prema osobnim i socijalnim faktorima
Prema studiji iz 1998. godine, provedenoj u 27 zemalja svijeta, razlozi zbog kojih žene odluče prekinuti trudnoću jesu:
- odgoda ili prekid odgajanja djeteta
- zabrinutost zbog prekidanja posla ili obrazovanja
- pitanja vezana uz financijsku stabilnost ili stabilnost u vezi
- osjetna nezrelost.[19]

Studija iz 2004. godine u kojoj su američke žene u klinikama odgovarale na upitnik donijela je slične zaključke. U Finskoj i SAD-u zabrinutost zbog zdravstvenih rizika koji nastaju radi trudnoće nisu često navedeni faktor. Međutim, u Bangladešu, Indiji i Keniji zdravstvene brige su često navedene kao razlog za prekid trudnoće. Preglednom studijom iz 2004. godine u SAD-u nađeno je da je 1% žena zatrudnila tokom silovanja, 0.5% tokom incesta. Druga američka studija iz 2002. godine zaključila je da je 54% žena koje su abortirale koristile neku vrstu kontracepcije tokom začeća, a 46% nisu. Nepravilnu upotrebu prijavilo je 49% onih koji su koristili kondom i 76% onih koji su koristili kombinirale oralne pilule za kontracepciju. 42% onih koji su koristili kondom prijavilo je sklizanje ili pucanje kondoma. Guttmacher Institute procijenio je da većinu pobačaja napravi manjina žena, zato što manjina žena ima mnogo više stope neželjene trudnoće. Neke žene su se podvrgle pobačaju radi socijalnih pritisaka. To može uključivati stigmatizaciju nesposobne osobe, preferencija djece određenog spola, neodobravanje samohranog majčinstva, nedovoljna ekonomska potpora obitelji, nedostatak pristupa ili odbijanje kontracepcije ili metode kontrole populacije (kao kineska politika jednog djeteta). Ovi faktori nekad mogu rezultirati prisilnim pobačajem ili pobačajem radi izbora spola djeteta.

## Povijest pobačaja
Povijest izazvanog pobačaja može se pratiti i do antičkog doba. Postoje dokazi koji pretpostavljaju, da su se trudnoće prekidale na razne načine, uključujući primjenu abortificirajućih biljaka, upotreba oštrih pribora, primjena pritiska na abdomen i drugih metoda. 

U Hipokratovim tekstovima stoje mnoge naznake o metodama pobačaja; u grčko doba, i ne manje u rimsko, pobačaj je bio općeprihvaćen zahvat, što je razumljivo: u to je doba infanticid, tj. djecoubojstvo (npr. izlaganjem hladnoći, ostavljanjem u divljini ili na nepristupačnom terenu isl.) bilo uobičajena metoda kontrole rasta obitelji.
Soranus, grčki liječnik iz 2. stoljeća u svom djelu Gynaecology preporučio je ženama koje žele prekinuti svoju trudnoću da se bave teškom energetičkom vježbom, energičnim skakanjem, nošenjem teških predmeta, jahanjem životinja. Pripisao je isto tako i velik broj recepata za biljne kupke, pesare i puštanje krvi, ali je savjetovao da se ne koriste oštri instrumenti za izazivanje spontanog pobačaja zbog mogućnosti perforacije organa. Vjerovalo se isto tako da se silphium (izumrla biljka, vjerojatno srodnik današnjeg komorača), osim kao kontraceptiv, koristio i kao sredstvo za izazivanje pobačaja u antičkoj Grčkoj. Međutim, neki narodni lijekovi su varirali u učinku i nisu bili bez rizika. Tako npr. vratić i gorska metvica su dvije otrovne biljke s ozbiljnim nuspojavama koje se javljaju, kada se koriste za prekid trudnoće.
Pojavom kršćanstva dolazi do određenih promjena po pitanju pobačaja. U 13. stoljeću papa Inocent III. određuje, da plod postaje živo biće u trenutku kada se počinje pomicati u trbuhu pa pobačaj nakon tog razdoblja postaje ubojstvo, a prije toga se smatra manjim grijehom. Papa Grgur XIV. 1591. godine potvrđuje to stajalište i dodatno ga vremenski pojačava odredbom, da je pobačaj dopušten u prvih 116 dana od začeća. Siksto V. prvi je papa, koji je sve namjerne pobačaje proglasio ubojstvom. Papa Pio IX. 1869. godine donosi odluku o zabrani svih pobačaja.
Tijekom srednjeg vijeka liječnici u islamskom svijetu dokumentirali su detaljne i duge liste metoda kontracepcije, uključujući uporabu abortifikanata, s komentarom o njihovoj učinkovitosti i prevalenciji. U svojim medicinskim enciklopedijama popisali su mnoge tvari za kontrolu koncepcije, poput Avicene, koji ih je popisao 20 u svom Kanonu Medicine 1025. godine te Muhamea ibn Zakariya ar-Razi koji ih je popisao 176 u svom djelu Hawi u 10. stoljeću. To je bilo neusporedivo više istraživano nego u europskoj medicini sve do 19. stoljeća.
Zakonik "Constitutio criminalis Carolina", kojeg je donio Karlo V., car Svetog Rimskog Carstva 1532. godine, za namjerni pobačaj propisuje smrtnu kaznu. Smrtna kazna za pobačaj ukinuta je u Austriji 1787., a u Francuskoj 1791. godine. Uvedene su umjesto toga, dugotrajne kazne zatvora. U Engleskoj je do 1948. godine, kazna za pobačaj bio doživotni zatvor.
Pobačaji su se nastavili obavljati i u 19. stoljeću, bez obzira na zabranu i Ujedinjenog Kraljevstva i SAD-a, koja je stajala još od viktorijanskog doba.
U 20. stoljeću Sovjetski Savez (1919.), Island (1935.), Švedska (1938.) bile su među prvim zemljama koje su legalizirale neke ili sve oblike pobačaja. Godine 1935. u nacističkoj Njemačkoj donesen je zakon koji je dopuštao pobačaj ženama za koje se smatralo da imaju nasljedne bolesti, dok se ženama koje su pripadale pravoj njemačkoj lozi strogo zabranjivao pobačaj. Staljin je 1936. godine zabranio pobačaj, kako bi se povećao broj stanovnika. U 70.-im godinama 20. stoljeća, pobačaj je ozakonjen u mnogim europskim državama.
U SAD-u je pobačaj zakonski dozvoljen nakon dva sudska procesa (Roe protiv Wade i Doe protiv Boltona) 1973. godine. Nakon toga je rastao broj pobačaja u SAD-u. Kina je 1979. godine donijela zakon po kojem se dozvoljava jedno dijete u obitelji, što je povećalo broj pobačaja. U Salvadoru je 25. ožujak proglašen Danom nerođenog djeteta počevši od 1993. godine. Inicijativa se s vremenom proširila u više država Sjeverne i Južne Amerike. Američki liječnik Bernard Nathanson bio je jedan od vodećih aktivista za legalizaciju pobačaja. Nakon napretka primjene ultrazvuka u prenatalnoj medicini, promijenio je mišljenje i snimio je dokumentarni film "Nijemi krik" 1984. godine, koji pokazuje proces pobačaja preko ultrazvuka. Godine 1995. u SAD-u je odobren pobačaj kod djelomičnog rođenja, koji se primjenjivao samo u dva posljednja tromjesječja trudnoće. Tim načinom potaknulo se rođenje djeteta, a abortiralo ga se u posljednjim trenucima prije potpunog poroda. To je izazvalo prijepore i skandal, pa je zabranjeno 2004. godine. Argentinski predsjednik Carlos Menem 1998. godine, objavio je dekret, da život počinje trenutkom začeća.
Papa Ivan Pavao II. bio je protivnik pobačaja pa je tako proglasio svetom Ivanu Berettu Mollu 2004. godine, koja je na svoj zahtjev rodila makar je bila u životoj opasnosti. Dijete je preživjelo, a ona je preminula nedugo nakon poroda. U enciklici "Evangelium Vitae" papa se usprotivio pobačaju, a 1997. izjavio je da je pobačaj holokaust.
Kada je ljevičarski urugvajski predsjednik Tabaré Vázquez došao na vlast 2005. godine očekivalo se, da će se legalizirati pobačaj, što je urugvajski parlament najavio, no Vázquez je zaprijetio stavljanjem veta uz komentar: "Ne želimo započeti mandat masakrom!"
Institut za obiteljsku politiku iz SAD-a izračunao je da broj pobačaja u zemljama Europske unije (službeno 1.207.646 djece) točno odgovara deficitu poroda pod kojim Europa pati. Pobačaji kemijskim pripravcima i kod umjetne oplodnje niti nisu uključeni u izračun.

## Socijalna pitanja

### Pobačaj radi izbora spola
Napredak ultrazvuka i amniocenteze omogućio je da roditelji znaju spol djeteta prije rođenja. To vodi pojavi pobačaja radi spola djeteta ili ciljanom pobačaju fetusa radi spola. Pretpostavljeno je da je pobačaj radi spola djelomično odgovoran za zamjedbenu neravnotežu između spolova novorođene djece u nekim mjestima. Preferiranje muške djece zabilježeno je u mnogim dijelovima Azije. Pobačaj koji se rabi da se limitira rođenje ženske djece prijavljen je u Kini, Tajvanu, Južnoj Koreji, i Indiji. U Indiji ekonomska uloga muškarca, troškovi vezani uz miraz i tradicija hinduizma koji diktira da pogrebni obred mora voditi muški rođak dovela je do kulturne sklonosti sinovima. Široko rasprostranjena dostupnost testova, od 1970-ih i 80-ih, dovela je do reklama poput ove: «Uloži 500 ruplja (za test spola djeteta) sada i uštedi 50000 ruplja (za miraz) kasnije». Godine 1991. odnos muškaraca naprema ženama skočio je od bioloških normi 105:100 na prosječno 108:100. Istraživanja su tvrdila da je između 1985. i 2005. godine skoro 10 milijuna ženskih fetusa bilo selektivno pobačeno. Indijska je vlada 1994. godine postavila službenu zabranu prenatalnog screeninga (probira) na spol, a 2002. godine u potpunosti je zabranila pobačaj radi spola fetusa. U Kini isto postoji povijesna sklonost prema sinovima. Politika jednog djeteta postavljena 1979. godine dovela je do povećanja nesrazmjera u odnosu spolova tako da su roditelji pokušali zaobići zakon kroz pobačaj zbog spola djeteta i napuštanjem neželjene ženske djece. Pobačaj radi spola djeteta možda je utjecao na omjer muške naprema ženskoj novorođenčadi koji se povisio na 117:100 2002. godine. Trend je bio izraženiji u ruralnim krajevima: 130:100 u Guangdongu i 135:100 u Hainanu. Zabrana izvođenja pobačaja radi spola djeteta donesena je 2003. godine.

### Nesigurni pobačaj
Žene koje žele prekinuti trudnoću ponekad pribjegavaju nesigurnim metodama, pogotovo gdje i kada je zabranjen legalni pobačaj. 
Svjetska zdravstvena organizacija (SZO) definira nesigurni pobačaj kao procedura... koju izvodi osoba bez potrebnih vještina ili u okolini koja ne podliježe minimalnim medicinskim standardima ili oboje. Nesigurni pobačaji često se nazivaju pobačajima u sporednim ulicama. To može uključivati osobu bez medicinskog obrazovanja, profesionalno medicinsko osoblje koje radi u uvjetima ispod standarda ili samu ženu.
Nesigurni pobačaj danas ostaje javnozdravstveni problem zbog sve veće incidencije i ozbiljnosti komplikacija povezanih s pobačajem, poput nekompletnog pobačaja, sepse, krvarenja i oštećenja unutrašnjih organa. SZO procjenjuje da se godišnje diljem svijeta obavi 19 milijuna nesigurnih pobačaja i da od njih 68000 rezultiraju smrću žene. Komplikacije nesigurnog pobačaja čine približno 13% svih smrti majke tijekom trudnoće, s regionalnom raspodjelom od 12% u Aziji, 25% u Latinskoj Americi, 13% u Subsaharskoj Africi. U razvijenim državama svijeta, smrtnost pri ilegalnim pobačajima je mala, jer ih u 90% slučajeva izvode školovani liječnici. U SAD-u je broj smrtnih slučajeva pri ilegalnim pobačajima bio visok prije upotrebe penicilina i ostalih antibiotika i brojio se u tisućama, a napretkom medicine i poboljšanjem higijenskih uvjeta broj se smanjio na 39 smrtnih slučajeva 1972. godine, godinu dana prije nego što je pobačaj legaliziran u SAD-u. 
Prema studiji iz 2007. godine pokazano je da iako je globalno broj pobačaja pao s 45,6 milijuna 1995. godine na 41,6 milijuna 2003. godine, nesigurni pobačaji još uvijek čine 48% svih pobačaja učinjenih u 2003. godini. Zdravstvena naobrazba povezana s planiranjem obitelji i napretkom zdravstvene zaštite mogu objasniti ovaj pad broja pobačaja.

## Zakoni u državama članicama EU
Sve države Europske unije, osim Malte i Poljske, legalizirale su pobačaj ili na zahtjev žene ili zbog širokih socijalnih indikacija, obično s vremenskim ograničenjem oko prvog tromjesečja, a nakon toga u iznimnim okolnostima. Malta uopće ne dopušta pobačaj, a Poljska samo kada je ženin život ili zdravlje ugroženo, trudnoća je rezultat seksualnog nasilja ili uključuje tešku anomaliju fetusa. 23 države članice EU omogućavaju pobačaj na zahtjev žene, bez ograničenja, dok je ostale tri zemlje pobačaj zakonit na osnovi široko postavljenih socijalnih ili psiholoških indikacija što potvrđuje određeni broj liječnika. 
U 26 država EU-a koje dopuštaju pobačaj na zahtjev žene ili uz socijalne indikacije, žene i djevojke čija je trudnoća posljedica seksualnog nasilja mogu pristupiti pobačaju na temelju tih razloga. Kao rezultat toga, samo mali broj država EU-a ima poseban dodatni eksplicitni temelj za pristup pobačaju u situacijama seksualnog nasilja u njihovim zakonima. Istraživanja pokazuju da samo 9 od tih 26 država EU koje dozvoljavaju pobačaj na zahtjev ima takvu posebnu osnovu. Smjernice Svjetske zdravstvene organizacije o sigurnom pobačaju naglašavaju da se žene koje su preživjele seksualno nasilje "mogu biti u strahu od dodatne stigmatizacije od strane policije i drugih i da će stoga izbjegavati prijavu silovanja", ili se alternativno suočiti s teškim administrativnim ili proceduralnim kašnjenjima što im može onemogućiti ispunjavanje zakonskih ograničenja za pristup legalnom pobačaju. Smjernice preporučuju da se uvedu sveobuhvatni standardi i smjernice kako bi se olakšao brz pristup sigurnoj zdravstvenoj usluzi pobačaja "na temelju pritužbe žene, a ne na osnovi forenzičkih dokaza ili policijske istrage."
Gotovo u svim od ovih 26 država članica EU kada prođe vremenski rok za pobačaj na zahtjev žene ili na široko postavljenoj socijalnoj osnovi, pobačaj se može zakonski provesti u određenim definiranim iznimnim situacijama kada se poštuju posebni postupci odobravanja. Zakon u svakoj državi članici EU, osim Malte i Nizozemske, uključuje izričitu pravnu osnovu za dopuštanje pobačaja kako bi se zaštitilo zdravlje žene. Neki od tih zakona odnose se na zdravstvene rizike, dok se neki odnose na medicinske razloge ili stanja. Većina zemalja ne postavlja vremensko ograničenje za ovu indikaciju. Postupci odobravanja uvijek uključuju najmanje jednog liječnika, ali obično uključuju 2 ili više liječnika. Nizozemska dopušta pobačaj na zahtjev žene do trenutka vijabilnosti fetusa, i vjerojatno iz tog razloga u zakon nije uključena posebna zdravstvena / medicinska osnova. 
Iako se pravni modaliteti i terminologija znatno razlikuju, svaka država EU, osim Malte, dopušta pobačaj kako bi zaštitila / spasila život trudne žene. Većina država EU-a navodi eksplicitno ovu osnovu u svojim zakonima. Međutim, u nekim državama taj je razlog implicitno predviđen - u većini slučajeva pod iznimnim zdravstvenim ili medicinskim razlozima, u nekim slučajevima kao iznimka od kaznene odgovornosti. Gotovo sve zemlje dopuštaju pobačaj izričito na osnovu ili fatalne ili ozbiljne anomaliju fetusa. Njemačka, Slovenija, Švedska i Švicarska ne uključuju razloge za to u svojim zakonima, ali žene mogu pristupiti uslugama kao dio zdravstvene zaštite ako bi nastavak trudnoće ugrozio njihovo mentalno ili fizičko zdravlje. Velika većina zemalja dopušta pobačaj u situacijama ozbiljne i fatalne anomalije fetusa, a samo manji broj dozvoljava prekid trudnoće samo u situacijama fatalne anomalije fetusa. Većina zakona ne nameće vremensko ograničenje za ovu osnovu, a među onima koji postavljaju vremenska ograničenja, ponekad se ograničenje odnosi na teške, ali ne i fatalne, anomalije ili se razlikuju ovisno o okolnostima. 
Sve zemlje postavljaju vremensko ograničenje u kojem je pobačaj na zahtjev žene zakonit i zakoni uvijek navode određeni broj tjedana trudnoće do kojeg je pobačaj na zahtjev dozvoljen. 12 tjedana je najčešći vremenski limit.

## Etička pitanja
U povijesti pobačaja, inducirani pobačaj bio je izvor velikih etičkih rasprava, kontroverza i aktivizma. Rasprave o pobačaju, posebno one koje se odnose na zakone o pobačaju često su predvođene zagovaračkim grupama koje pripadaju jednoj od dviju strana. U današnje vrijeme te su rasprave posebno intenzivne u SAD-u.
S jedne strane su protivnici pobačaja, koji se uglavnom zalažu za veće zakonske restrikcije ili čak za potpunu zabranu pobačaja. Glavni argument im je stav, da je dijete u majčinoj utrobi ljudsko biće koje ima potpuno pravo na život koje je iznad svih ostalih prava (kao što je npr. pravo majke, da bira želi li dijete) te oni zato pobačaj smatraju ubojstvom. Opisuju se zagovornici prava na život (eng. pro-life). Većina tradicionalnih religijskih organizacija (kao npr. Katolička Crkva) strogo zastupa ovaj stav, pa se mnoge javne i privatne rasprave o pobačaju svedu na religijske rasprave vjernika i ateista.
S druge strane, oni koji su protiv bilo kojih zakonskih zabrana, uglavnom se pozivaju na pravo žene na izbor hoće li imati dijete. Zato se opisuju kao zagovaratelji prava na izbor (eng. pro-choice). Većinom ne ulazeći u rasprave kada počinje život, smatraju da ljudsko biće dobiva prava rođenjem. Argumentiraju svoj stav autonomijom tijela, mnogim zdravstvenim, socijalnim i ekonomskim okolnostima u kojima pobačaj ima smisla te neželjenim posljedicama zabrane. Oni često pobačaj smatraju negativnom pojavom u društvu koju treba suzbijati prevencijom, ali ne i zabranama.
Rasprava se isto tako fokusira na pitanje, da li bi trudna žena trebala obavijestiti i/ili imati dopuštenje ostalih u posebnim slučajevima: kod maloljetnica njezinih roditelja; kod zakonski udatih žena ili žena udatih običajnim pravom, njezina muža; ili trudna žena biološkog oca djeteta. U 2003. godini ispitivanjem javnog mišljenja u SAD-u 79% muškaraca i 67% žena smatralo je, da treba obavijestiti supružnika; sveukupno 72% bilo je za, a 26% protiv toga da se obavijesti supružnik.
Pobačaj zabranjuje i inačica Hipokratove zakletve trenutno na snazi u Hrvatskoj koja se temelji na Ženevskoj deklaraciji iz 1948. (u trenutnoj verziji: "Apsolutno ću poštovati ljudski život od samog začetka.", ili u tradicionalnoj grčkoj verziji: "Isto tako neću dati ženi sredstvo za pometnuće ploda."). Svjetska liječnička udruga izmijenila je Ženevsku deklaraciju pet puta od inačice iz 1948., tako da najsuvremenija inačica Hipokratove zakletve iz 2006. kojom prisežu liječnici iz drugih europskih zemalja ne sadrži više dio rečenice "...od samog začetka" ostavljajući tako samom liječniku odluku u kojoj fazi razvoja ploda započinje ljudski život i u okviru važećih zakona u pojedinim zemljama. Liječnici koji prakticiraju pobačaj stoga ne krše Hipokratovu zakletvu u zemljama u kojima je na snazi najnovija inačica.

### Stav religija
Stav Katoličke Crkve od 1869. godine je, da ljudski život počinje začećem te ga treba poštovati i najbrižnije štititi od začeća do prirodne smrti. Tko svojevoljno i svjesno sudjeluje u pobačaju, automatski je izopćen iz Katoličke Crkve i ako želi ponovno postati član Crkve mora tražiti ponovno primanje. Prema crkvenom kanonskom pravu, svećenik ima pravo uskratiti primanje pričesti onima koji aktivno sudjeluju u pobačajima. Na Drugom vatikanskom saboru pobačaj i ubojstvo djece prozvani su "nečuvenim zločinima". Papa Ivan Pavao II. mnogo je puta izrazio protivljenje pobačaju. O njemu je pisao i u enciklici "Evangelium Vitae", gdje ga naziva smrtnim grijehom. Majka Tereza na govoru prilikom dodjele Nobelove nagrade za mir 1979. godine izjavila je, da "najveći uništavač mira danas je krik nevinog, nerođenog djeteta. Kad jedna majka može u svom krilu ubiti svoje vlastito dijete, koji onda gori zločin još postoji od onoga da mi počnemo sami jedni druge ubijati?". U srpnju 2006. Kongregacija za nauk vjere usprotivila se korištenju stanica iz tkiva pobačene djece za proizvodnju cjepiva, što su činile pojedine farmaceutske tvrtke. Ostale kršćanske vjerske zajednice uglavnom se protive pobačaju. Pri početku ovih javnih rasprava u SAD je Opća skupština Unitarijanske Univerzalne Asocijacije 1963. godine restriktivne zakone o pravu na pobačaj osudila kao "uvredu ljudskom životu i dignitetu". Među vjerskim skupinama koje su u sudskom procesu Roe protiv Wade nastupile kao amicus curiae zagovarajući pravo na privatni izbor su bili unitarijanci, metodisti i prezbiterijanci, kao i više židovskih grupa.
Muslimani pobačaj smatraju zabranjenim u većini slučajeva. Ako je ženin život ugrožen dozvoljavaju ga kao manje zlo od dva zla. Ne postoji zajedničko mišljenje, oko toga kada počinje ljudski život, ali se slažu da nakon 4. mjeseca fetus dobiva živu dušu i od tada pobačaj nije prihvatljiv, osim u slučaju opasnosti ženina života i silovanja.
Dio Židova protivi se pobačaju, a dio podržavaju. Jedna struja u židovstvu smatra, da je osnova zabrane pobačaja "to što osoba koja ubija plod u ženinoj utrobi oskvrnjuje ono što je stvorio Sveti, pa to obečašćuje Njegovo umijeće".
Tradicionalna hinduistička učenja osuđuju pobačaj, jer hinduizam propovijeda ne-nasilje. Izuzetak je situacija, kada je majčin život u smrtnoj opasnosti. Hinduisti se zalažu, da se u svakoj situaciji izabere opcija s najmanje loših posljedica.
Budizam nema službeni stav o pobačaju. Dio budista smatra, da je pobačaj pogrešan i da život počinje začećem, a dio odobrava pobačaje.

## Pobačaj u Hrvatskoj
Više u članku Pobačaj u Hrvatskoj.
U SFR Jugoslaviji, u čijem je sastavu Hrvatska bila prije osamostaljenja, pobačaj je legaliziran 1952. godine. Tada je usvojena Uredba o postupku za dopušteni prekid trudnoće. Daljnje liberalizacije vezane uz uvjete i postupak prekida trudnoće dogodile su se 1960. i 1969. (Opći zakon o prekidu trudnoće). Nakon ustavnih promjena (1974.) dano je u ovlast socijalističkim republikama i socijalističkim autonomnim pokrajinama usvajanje vlastitoga zakonodavstva o pravu na rađanje željene djece. Tada je, 1978., u SRH usvojen Zakon o zdravstvenim mjerama za ostvarivanje prava na slobodno odlučivanje o rađanju djece, koji je još uvijek na snazi u dijelu kojim se regulira pobačaj, kontracepcija, sterilizacija i zdravstveno prosvjećivanje u svezi s planiranjem porodice. Prema tom zakonu, prekid trudnoće se može izvršiti do isteka deset tjedana od dana začeća tj. do isteka 12 tjedana od prvog dana posljednje menstruacije. Nakon toga isteka, pobačaj se može izvršiti samo po odobrenju komisije, a pod uvjetima i po postupku utvrđenom ovim zakonom. Obavlja se samo u ovlaštenim stacionarnim zdravstvenim ustanovama. Prema članku 97. Kaznenog zakona, tko protivno propisima o prekidu trudnoće, trudnoj ženi s njezinim pristankom započne vršiti, izvrši ili joj pomogne izvršiti prekid trudnoće, kaznit će se kaznom zatvora od šest mjeseci do tri godine. Liječnici imaju pravo na prigovor savjesti, što čini oko 70 % liječnika prema podacima iz 2006. godine.
Bilo je više pokušaja promjene zakona pa je tako stručno povjerenstvo, što ga je imenovalo Ministarstvo zdravstva, pripremilo još 1996. godine prijedlog novoga zakona, no postojeći zakon je još uvijek na snazi. 
Prema statističkim podacima, u Hrvatskoj je 1990. godine bilo oko 38.500 pobačaja. U hrvatskim bolnicama, koje su jedine ovlaštene obavljati pobačaje, u 2006. godini obavljena su 10224 pobačaja, a u 2021. bilo ih je 7712, od čega su 1774 bila na zahtjev žene zbog neželjene trudnoće, a ostali su bili ili spontani pobačaji ili pobačaji zbog patologija ploda i trudnoće. U više od 80% abortusom prekinutih trudnoća žene se nisu koristile kontracepcijskim metodama. Broj prijavljenih pobačaja kod djevojaka mlađih od dvadeset godina niži je od prosjeka Europske unije i Hrvatskoj susjednih zemalja.

## Javno mnijenje u SAD-u
Istraživačka agencija "Marist Poll" provela je istraživanje javnog mijenja o pitanju pobačaja u prosincu 2016. na 2.729 američkih državljana. Ispitanici su bili podijeljeni u tri skupine prema više kategorija:
- stavu o pobačaju: ispitanici koji se smatraju pro-life orijentiranima, pro-choice i oni koji se ne smatraju niti pro-life niti pro-choice (neodlučni);
- spolu: muškarci i žene;
- rasi: bijelci, afroamerikanci i latinoamerikanci;
- generacijskoj pripadnosti: milenijalci, generacija X, "baby boomers" i preko 69 godina;
- stranačkom izboru: republikanci, demokrati i neovisni;
- predsjedničkom kandidatu kojeg su poduprli na izborima 2016.: Hillary Clinton ili Donald Trump.

Rezultati su pokazali kako su protivnici pobačaja viši udio istomišljenika imali među ispitanicima koji prakticiraju religiju (58%), republikancima (67%), glasačima Donalda Trumpa (69%), te generacijom preko 69 godina (51%). Iako su zagovornici prava na pobačaj u svim drugim dobnim, etničkim, vjerskim i političkim kategorijama imali više pristaša, sveukupno je 51% ispitanika zaključilo kako pobačaj smatraju štetnim za ženu i neetičkim. Od ukupnog broja ispitanika, 42% izjasnilo se kao pro-life, 52% pro-choice i 6% neodlučnima.

## Javno mijenje u Hrvatskoj
U Hrvatskoj 81% građana i građanki smatra da žena treba imati pravo na izbor (IPSOS, 2020.).Pravo da pobačaj bude besplatan i dostupan podržava 64% građanki i građana, a isto toliko smatra da trošak prekida trudnoće treba snositi Hrvatski zavod za zdravstveno osiguranje (IPSOS, 2019.).

## Unutarnje poveznice
- https://jezebel.com/ireland-rings-in-new-year-with-free-and-legal-abortion-1831436222
- http://www.h-alter.org/vijesti/pobacaj-u-21-stoljecu-stopa-pobacaja-veca-u-zemljama-gdje-je-zabranjen  Arhivirana inačica izvorne stranice od 19. siječnja 2019. (Wayback Machine)
- https://voxfeminae.net/pravednost/koliko-je-abortus-zapravo-legalan-u-hrvatskoj/
- Prenatalni razvoj čovjeka
- https://themuse.jezebel.com/lets-laugh-at-the-roe-v-wade-movie-trailer-1831782086  Arhivirana inačica izvorne stranice od 16. siječnja 2019. (Wayback Machine)
- Trudnoća
- Hipokratova zakletva
- Ženevska deklaracija
- Eutanazija
- Zašto su došli vlakom
- Nijemi krik
- Fetus
- Pro-life pokret
- Kultura života
- Sekularizam
- Sekularni humanizam
- Kineska politika jednog djeteta
- Nicolae Ceaușescu
- Judith Jarvis Thomson
- Arhivirana inačica izvorne stranice od 23. kolovoza 2019. (Wayback Machine)

## Vanjske poveznice
- https://www.amnesty.org/en/what-we-do/sexual-and-reproductive-rights/abortion-facts/

### Ostali projekti
|  | Wikizvor ima izvorni tekst Zakon o zdravstvenim mjerama za ostvarivanje prava na slobodno odlučivanje o rađanju djece |
|  | Wikicitati imaju zbirke citata o temi Pobačaj                                                                         |